# Сиченко Петро Панасович
Петро Панасович Сиченко (нар. 20 листопада 1922, с. Новосілки — пом. 20 березня 2004, с. Ясногородка, Макарівський район, Київська обл.) — український письменник, поет.

## Біографічні відомості
Народився в селянській родині в Новосілках на Київщині. Вчився в школі в сусідньому селі Ясногородка.
Учасник Другої світової війни. До 18 вересня 1941 — брав участь у боях проти ворога на ділянці фронту Віта-Поштова — Голосіївський ліс. Потрапив у полон, звідки втік. З 5 березня до 19 листопада 1943 — в партизанах, зокрема, з жовтня 1943 — командир другого Васильківського партизанського загону. Був поранений, після лікування визнаний непридатним до військової служби.
Працював на залізничній станції «Київ». Закінчив мовно-літературний факультет Київського педагогічного інституту. Навчаючись, підробляв у відділі листів та масової роботи газети «Зірка».
1949 року одружився з Лідією Міщенко. Разом поїхали на роботу в м. Нікополь Дніпропетровської області викладачами української мови й літератури в технікум. Але вже з 15 серпня 1953 стали вчителями Ясногородської середньої школи. Загалом понад тридцять років вчителював.
Помер і похований в Ясногородці.

## Творчість
Друкуватися почав з 1957 року. Перша публікація — дитячі твори в журналі «Барвінок».
Одна за одною виходять його книжки для дітей:
- «Найсмачніше яблуко» (1963),
- «Куди-куди» (1970),
- «Подякуйте землі» (1974), що засвідчили своєрідний талант письменника і вчителя, його вміння узагальнювати важливі життєві істини й доносити їх до дітей.

Яскравим поетичним словом вилився поетичний дар Петра Сиченка у збірці віршів «Осіння зав'язь» (1984). Також побачили світ його поетичні збірки Відлуння" (1990) та «Полинова моя печаль» (1995).
У співавторстві з Віталієм Кулаковським — двоюрідним братом по матері — написав повісті, присвячені Коліївщині: «Ой, гук, мати, гук» (1972) і «Ріки виходять з берегів» (1985).
У романі «Фронт через серце» (1984) йдеться про героїчні події Другої світової війни, повість «Третій іде по сліду» (1992) присвячена діяльності українського підпілля в 1941—1943 роках.
Уже після смерті письменника побачив світ його роман «Вітер з Холодного Яру» (2008), що став вершиною творчості автора. Також окремі неопубліковані раніше твори Петра Сиченка надруковані в антології «Літературна Макарівщина».